# Odontostelma
Odontostelma là chi thực vật có hoa trong họ Apocynaceae.